# Sekundærrute 293

Sekundærrute 293 er en rutenummereret landevej på Falster.
Ruten strækker sig fra Øster Kippinge til Ore.
Rute 293 har en længde på ca. 22 km.